# Хокей із шайбою на Олімпійських іграх
Перший турнір з хокею із шайбою в рамках Олімпійських ігор відбувся на літніх Олімпійських іграх 1920 року. З 1924 року хокей з шайбою переміщено до програми зимових Олімпійських ігор. Турнір з хокею із шайбою серед жіночих команд включений в олімпійську програму із зимових Олімпійських ігор 1998 року в Нагано. 1983 року на сесії ІІХФ змагання 1920 року здобули статус самостійного чемпіонату світу, але не окремого хокейного олімпійського турніру.
У період між 1924 і 1968 роками чемпіонат світу з хокею з шайбою проводився в рамках Олімпійських ігор.

## Медалі
Оновлено після завершення зимових Олімпійських ігор 2022.
В таблиці враховано загальні здобутки чоловічих та жіночих збірних команд.
| Місце                | Країна                             | Золото | Срібло | Бронза | Загалом |
| -------------------- | ---------------------------------- | ------ | ------ | ------ | ------- |
| 1                    | Канада (CAN)                       | 14     | 6      | 3      | 23      |
| 2                    | СРСР (URS)                         | 7      | 1      | 1      | 9       |
| 3                    | США (USA)                          | 4      | 12     | 2      | 18      |
| 4                    | Швеція (SWE)                       | 2      | 4      | 5      | 11      |
| 5                    | Фінляндія (FIN)                    | 1      | 2      | 8      | 11      |
| 6                    | Велика Британія (GBR)              | 1      | 0      | 1      | 2       |
| 6                    | Чехія (CZE)                        | 1      | 0      | 1      | 2       |
| 8                    | Об'єднана команда (EUN)            | 1      | 0      | 0      | 1       |
| 8                    | Спортсмени-олімпійці з Росії (OAR) | 1      | 0      | 0      | 1       |
| 10                   | Чехословаччина (TCH)               | 0      | 4      | 4      | 8       |
| 11                   | Німеччина (GER)                    | 0      | 1      | 1      | 2       |
| 11                   | Росія (RUS)                        | 0      | 1      | 1      | 2       |
| 13                   | Олімпійський комітет Росії (ROC)   | 0      | 1      | 0      | 1       |
| 14                   | Швейцарія (SUI)                    | 0      | 0      | 3      | 3       |
| 15                   | Словаччина (SVK)                   | 0      | 0      | 1      | 1       |
| 15                   | ФРН (FRG)                          | 0      | 0      | 1      | 1       |
| Загалом (16 збірних) | Загалом (16 збірних)               | 32     | 32     | 32     | 96      |